# GNU Go
GNU Go는 자유 소프트웨어 재단의 자유 소프트웨어 프로그램으로 바둑을 둔다. 소스 코드는 이식성이 뛰어나 리눅스와 다른 유닉스 계열 시스템, 마이크로소프트 윈도우 및 macOS용으로 쉽게 컴파일할 수 있으며, 다른 플랫폼을 위한 이식 버전도 존재한다.
이 프로그램은 사용자와 바둑을 두며, 9×9 바둑판에서 약 5단에서 7급 정도의 실력을 보여준다. 5×5에서 19×19까지 다양한 바둑판 크기를 지원한다.

## 실력
이러한 성능 수준에서 GnuGo는 2009년 초 기준으로 우수한 하드웨어에서 최고 상용 프로그램보다 여섯에서 일곱 점 약했지만, 몬테카를로 방법을 사용하지 않는 가장 강력한 프로그램들과는 실력이 비슷했다. 많은 컴퓨터 바둑 토너먼트에서 좋은 성적을 거두었다. 예를 들어, 2003년과 2006년 컴퓨터 올림피아드에서 금메달을 획득했고 2006년 기후 챌린지에서는 2위를 차지했다.

## 프로토콜
ASCII 기반임에도 불구하고 GNU Go는 Go 모뎀 프로토콜과 Go 텍스트 프로토콜이라는 두 가지 프로토콜을 지원하며, 이를 통해 GUI가 그래픽 디스플레이를 제공하기 위해 인터페이스할 수 있다. 이러한 GUI는 여러 가지가 존재한다. GTP는 또한 (브리지 프로그램을 통해) 바둑 서버에서 온라인으로 플레이할 수 있게 하며, NNGS, KGS 및 아마도 다른 서버에서도 실행되는 복사본을 찾을 수 있다.

## 버전
현재 (안정) GNU Go 버전은 3.8이다. 최신 실험판은 3.9.1이었다. 9×9 바둑판 플레이를 위한 몬테카를로 방법을 사용하는 실험적 기능도 있다.
GNU Go 2.6 기반의 Pocket GNU Go라는 버전은 윈도우 임베디드 컴팩트 운영 체제(포켓 PC)에서 사용할 수 있다. 훨씬 약한 1.2 엔진을 기반으로 한 버전도 게임보이 어드밴스와 팜 파일럿용으로 존재한다.

## 같이 보기
- 컴퓨터 바둑
- 바둑
- 바둑 소프트웨어
- GNU 체스
- 오픈 소스 게임 목록